# Alicante (província)
Alicante (em valenciano Alacant) é uma província no Sul da Espanha, na parte oriental da comunidade autónoma da Comunidade Valenciana. A sua capital é a cidade de Alicante, situada na Costa Branca. A sua parte mais oriental é o Cabo de la Nao.

## Designação
Na Comunidade Valenciana, a denominação oficial é bilíngue:
- Alicante, em castelhano;
- Alacant, em valenciano.

## Festividades
- Mouros e cristãos de Alcoy
- Moros y cristianos